# Ligand ancillaire
Un ligand ancillaire est, en chimie de coordination, un ligand qui ne participe pas aux réactions chimiques du complexe. De tels ligands occupent en revanche des sites de coordination et sont également appelés ligands spectateurs. Ils sont généralement polydentates, le complexe métal–ligand étant cinétiquement inerte. Bien qu'ils ne participent pas aux réactions du métal, les ligands ancillaires ont une influence sur la réactivité des centres métalliques auxquels ils sont liés.
Il existe plusieurs types de ligands qui peuvent être considérés comme ancillaires. Ce sont par exemple les tris(pyrazolyl)borates, notés Tp et apparentés à l'anion [(C3N2H3)3BH]−, les ligands cyclopentadiényle, notés Cp et apparentés à l'anion [C5H5]−, et de nombreuses diphosphines telles que le dppe, ou 1,2-bis(diphénylphosphino)éthane. On peut faire varier significativement la solubilité, la stabilité, et les propriétés électroniques et stériques du complexe métallique en modifiant les substituants du ligand ancillaire. Ces ligands jouent un rôle important dans l'efficacité des sels de platine en chimiothérapie.